# 2545 Вербіст
2545 Вербіст (2545 Verbiest) — астероїд головного поясу, відкритий 26 січня 1933 року.
Тіссеранів параметр щодо Юпітера — 3,626.